# Erythroxylum schomburgkii
Erythroxylum schomburgkii är en tvåhjärtbladig växtart som beskrevs av Johann Joseph Peyritsch. Erythroxylum schomburgkii ingår i släktet Erythroxylum och familjen Erythroxylaceae. Inga underarter finns listade i Catalogue of Life.